# Ceolwald af Mercia
Ceolwald var en mulig konge over det angelsaksiske kongerige Mercia omkring år 716.
Kong Ceolred af Mercia, et af Pendas børnebørn, døde i 716. På de fleste mercianske kongelister bliver Ceolred efterfulgt af Æthelbald, der ikke nedstammede fra Penda. Baseret på navneligheden menes det at Ceolwald var Ceolreds bror, og således Pendas sidste direkte efterkommer, der regerede Mercia.
Ceolwald kan kun have været konge en kort overgang, da Æthelbald angivesl at have overtaget tronen det samme år som Ceolred døde.